# 張伏佳
張 伏佳（ちょう ふくか、ザン・フジァ、Zhang FuJia、1982年8月15日 - ）は中華人民共和国出身の元野球選手。ポジションは遊撃手。右投右打。
俊足巧打が持ち味の遊撃手であり、中国代表にも選出されることがある。